# 科林王
英多尔夫之子科林（中世纪盖尔语: Cuilén mac Ildulb：现代盖尔语: Cailean；？-971年）中文常被翻译为科林王（Culen或Colin），绰号白种人（An Fionn）是967年-971年在位的阿尔巴国王。他是阿尔巴国王英多尔夫三个已知的儿子之一，另两个是安拿比和奥凯德。科林在965年将他的前任者兼表兄弟杜夫击败，杜夫毙命，科林继承了他的王位。后在971年，科林和他的兄弟奥凯德一齐战死，王位传给了杜夫的兄弟肯尼思二世，科林的兄弟安拿比曾在肯尼思两度在位间短暂享国。肯尼思二世死后，科林的儿子康斯坦丁三世继承了肯尼思二世的王位。